# Jakub Kobylański
Jakub Kobylański (także Jakub z Kobylan) (? – 20 maja 1454) – rycerz i wódz polski, marszałek dworu wielkiego księcia litewskiego Witolda 1425–1430, kasztelan biecki od 1444, krajczy królewski od 1450, kasztelan gnieźnieński od 1453.
Jego bratem był starosta brzeski Jan Kobylański (zm. 1471), a dziadem podskarbi Hinczka z Rogowa (zm. przed 1415).
W 1428 roku Jakub Kobylański dowodził polskimi wojskami zaciężnymi w służbie wielkiego księcia Witolda i brał wtedy udział w jego wyprawie pod Opoczkę podczas wojny Witolda z Wielkim Nowogrodem.
W 1435 roku został wysłany na czele polskich wojsk zaciężnych, by wspomóc wielkiego księcia Zygmunta Kiejstutowicza w wojnie ze Świdrygiełłą. Dowodził w bitwie pod Wiłkomierzem, w której rozbito wojska Świdrygiełły i posiłkujących go krzyżaków, co miało wielkie znaczenie w wojnie domowej na Litwie między Świdrygiełłą i Zygmuntem Kiejstutowiczem oraz w wojnie Korony z Krzyżakami. W bitwie tej poległa elita inflanckiej gałęzi zakonu krzyżackiego.
Był uczestnikiem konfederacji Zbigniewa Oleśnickiego w 1438 roku.